# Даусува
«Даусува» (лит. Dausuva) или «Резервная Литва» (лит. Atsarginė Lietuva) — идея литовского географа и геополитика Казиса Пакштаса по созданию литовской колонии в геополитически безопасном районе. Основываясь на классических геополитических схемах, К. Пакштас предсказал, что находясь между двумя большими государствами (Германией и Россией), Литве будет некуда расширяться в будущем, и она может быть оккупирована этими странами и ассимилирована во всех отношениях. Кроме того, К. Пакштас опасался, что спонтанно и непреднамеренно эмигрирующие литовцы (и до и, особенно после Первой мировой войны многие литовцы уехали в американские страны, чтобы заработать денег или поселиться на постоянной основе) в конечном итоге лингвистически и культурно ассимилируются с народами принимающих стран. По его мнению, эмиграцию из Литвы следует планировать и регулировать, постепенно создавая такую колонию литовских эмигрантов, в которой литовцы образуют так называемую «критическую популяцию», как будто только после образования такого нового уникального очага мирового литовства им уже не будет угрожать полное исчезновение.
Поэтому К. Пакштас предложил срочно создать новую, «резервную» Литву, решив тем самым проблему национализации литовской диаспоры. С этой целью предполагось выкупить землю в менее населённой части Африки или Америки. Основной поток эмиграции из Литвы должен был быть направлен на те выкупленные земли, где, по мнению К. Пакштаса, литовский народ мог бы расширяться и процветать.
В 1924 году Казис Пакштас считал Квебек лучшим местом для такой колонии. Позже его внимание переключилось на штат Сан-Паулу (Бразилия) (1927), Анголу (1930) и Мадагаскар. Попытки основать литовскую колонию в Венесуэле были прекращены из-за нестабильной политической ситуации. В итоге было решено основать литовскую колонию в Британском Гондурасе. Были проведены встречи с властями Британского Гондураса для заключения договора о покупке или аренде земли. Но из-за подъёма движения за независимость в Британском Гондурасе этот проект не был реализован. Последним рассматриваемым местом для Даусувы были Багамские острова, но поддержка этого проекта ослабевала, и он так и не был реализован.
Идея «Резервной Литвы» не получила серьёзной поддержки в правящих классах Литовской Республики. Позднее на основе этой идеи драматург Мариус Ивашкявичюс написал трехчастную пьесу «Мадагаскар» (лит. Madagaskaras).